# Archaïsche periode (Amerika)
De archaïsche periode (Engels: Archaic stage) is een periode in de Precolumbiaanse archeologie van Amerika  uit de indeling van Gordon Willey en Phillip Phillips. Deze periode loopt van omstreeks 8000 v.Chr. tot omstreeks 2000 v.Chr.. Het is het equivalent van het mesolithicum in Europa. 
Het einde van de Laatste IJstijd markeert de overgang van de lithische periode naar de archaïsche periode. De mens was tijdens deze periode nog hoofdzakelijk jager-verzamelaar, maar een diversificatie van de economie begon en plaatselijk ontstonden de eerste landbouw en metaalbewerking.
De archaïsche periode wordt opgevolgd door de formatieve periode.

## Vroege landbouw
In tegenstelling tot in de "Oude Wereld" waar landbouw waarschijnlijk op een beperkt aantal plaatsen is ontstaan, zijn er in het betrekkelijk grote oppervlak van Amerika zeker drie (waarschijnlijk vier) verschillende plaatsen geweest: de vallei van de Ohio in het oosten van wat nu de Verenigde Staten zijn, centraal Mexico en de noordelijke Andes. Het Amazonegebied is mogelijk nog een vierde gebied. Dit heeft onder andere geleid tot de grote diversiteit van het aantal producten. Die is veel groter dan in de rest van de wereld. Daarom komt de meerderheid van de gecultiveerde gewassen vandaag de dag ook uit de Amerika's. Naast maïs, bonen, pompoenen en maniok zijn dit onder andere:
Noord- en Meso-Amerika
- zonnebloem (Noord-Amerika of Mexico)
- tomaat (waarschijnlijk Mexico)
- rode peper (Mexico)
- avocado (Mexico)

Zuid-Amerika
- paprika (Andes)
- pinda (Amazone)
- rubber (waarschijnlijk Amazone)
- aardappel (Andes)
- kinine (Amazone)
- zoete aardappel/bataat (waarschijnlijk Amazone)
- ananas (Amazone)

Locatie onzeker
- katoen (Andes en Mexico)
- cacao (waarschijnlijk Andes of Mexico)
- vanille (mogelijk Mexico, anders Amazone)

Hoewel even oud als in Mesopotamië (ongeveer 11.000 jaar), bestaat de vroegste Amerikaanse landbouw niet uit een paar basisgewassen of uit granen. Na de fleskalebas en de pompoenen, kwamen onder andere bonen, chilipepers, vruchten en verscheidene knollen. Het belangrijkste gewas uit de Amazone (maniok of cassave) is waarschijnlijk ongeveer even oud.

## Noord-Amerika

### Metaalbewerking
Rond de Grote Meren in Noord-Amerika werd vanaf 4000 v.Chr. koper gewonnen. Deze Oude-Kopercultuur is een van de oudste koperculturen ter wereld. Dit is opmerkelijk omdat de mensen, in tegenstelling tot de andere oude koperculturen, geen landbouw bedreven. Het gebruik van koper lag anderszins meer voor de hand dan in de Oude Wereld, omdat in Amerika het koper op veel plaatsen in zuivere, metallische vorm kon worden gewonnen. Ook werden omstreeks die tijd in het huidige Louisiana de eerste kunstmatige heuvels opgericht. Watson Brake is daarvan het grootst. Ook deze mensen waren geen boeren.

### Arctisch gebied
Aan het eind van de Archaïsche periode vestigden zich rond 2500 v.Chr. met de Arctische kleine werktuigtraditie nieuwe migranten uit Siberië in het Amerikaanse Noordpoolgebied. Deze Paleo-Eskimo's brachten volgens de Dené-Jenisejische taaltheorie de Na-Denétalen naar Amerika.

### Meso-Amerika
Tijdens de archaïsche periode veranderden de Meso-Amerikaanse volkeren langzaam van nomadische jagers-verzamelaars in semi-sedentaire of sedentaire jagers en landbouwers. Meso-Amerika is een van de wereldcentra voor de onafhankelijke domesticatie van planten. De archaïsche volkeren selecteerden planten die gemakkelijk bewaard konden worden en een genetische samenstelling hadden die ze gemakkelijk konden manipuleren, zoals maïs (Zea mays), chilipepers (planten uit het geslacht Capsicum), pompoenen (Cucurbita pepo) en bonen (planten uit het geslacht Phaseolus).

## Zuid-Amerika

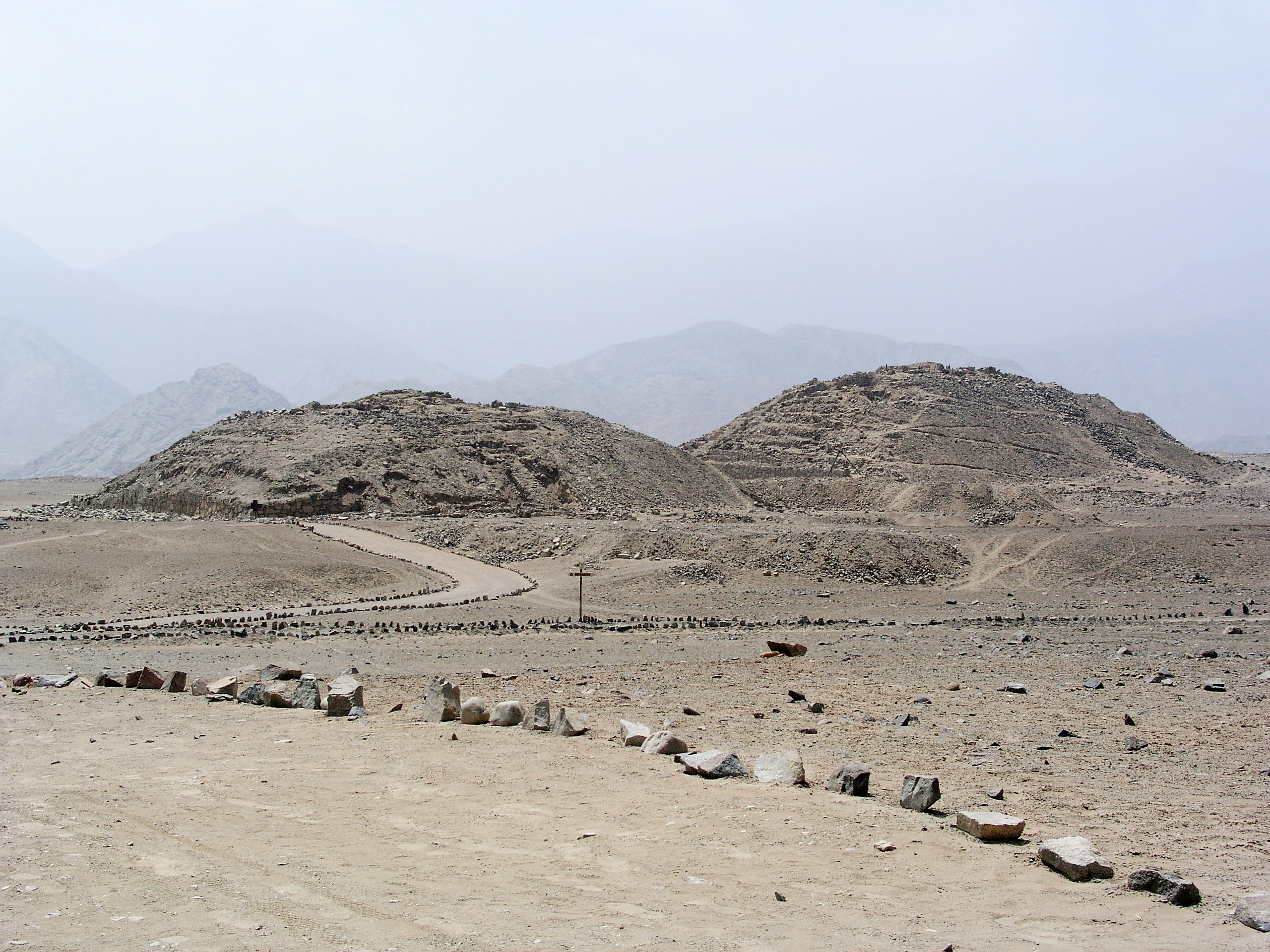
Caral

Aan de gehele Atlantische kust van Zuid-Amerika (vooral het zuiden van Brazilië en de kusten van de Guyana's) werden de eerste sambaquis opgericht, grote en kleinere kunstmatige heuvels van voornamelijk zeeschelpen (en in de Guyana's oud aardewerk). In Zuid-Brazilië werden hier onder andere mensen in begraven en aan de grafgiften is te zien dat er in deze samenleving al een vorm van hiërarchie bestond. 
Het oudste Amerikaanse aardewerk is tot nu toe aangetroffen aan de benedenloop van de Amazone. Het dateert van ongeveer 6000 v.Chr.
Rond 4500 v.Chr. komt aan de centrale kust van Peru het gebruik van katoen in zwang en dat betekent een grote sprong voorwaarts. De eerste Amerikaanse steden komen op. 
Archeologische vondsten in Ecuador en Peru hebben aangetoond dat de eerste Amerikaanse landbouwgewassen in deze regio zijn ontstaan. 

## Kolonisatie van de Antillen
Tijdens de archaïsche periode worden de Antillen voor het eerst bewoond, vanuit Yucatán/Belize (Cuba) of vanuit Venezuela.